# Gerard Villalonga i Hellín
Gerard Villalonga i Hellín (Maó, 29 d'abril de 1958) és un sacerdot catòlic espanyol. Va ser el vicari general de Menorca i administrador diocesà d'aquesta, des de 2022. Va tenir el mateix càrrec entre 2015 i 2017. El 14 de febrer de 2023 es fa públic el seu nomenament com a bisbe de la Diòcesi de Menorca.
Va néixer a Maó l'any 1958 i després d'estudiar Magisteri, va ingressar en el Cos de Professors d'EGB i va treballar en diversos col·legis públics com a professor de llengua castellana i anglesa. Posteriorment va ingressar en el Seminari d'Astorga, lloc on havia fet el servei militar l'any 1982 quan tenia 24 anys d'edat.
Va ser ordenat el 1987 a la Catedral de Menorca, diòcesi a la qual va quedar incardinat des de la seva ordenació com a prevere. El Seminari d'Astorga estava afiliat a la Facultat de Teologia del Nord d'Espanya, amb seu de Burgos. Una vegada acabats els estudis al Seminari va obtenir allí el Batxiller en Teologia o Llicenciatura en Estudis Eclesiàstics. Després de tres anys com a vicari parroquial i delegat diocesà d'ensenyament, va marxar a Roma, a la Pontifícia Universitat Gregoriana, on es va llicenciar en Dret Canònic, realitzant un postgrau d'especialització en Jurisprudència. El 1993 és nomenat Vicari Judicial de la Diòcesi i Rector d'Es Castell. L'any 2005 és destinat a Ciutadella i és nomenat Rector de la Catedral i de Sant Francesc. Des de llavors també és canonge i degà de la Catedral. El 2011 va ser nomenat pel bisbe de Menorca Salvador Giménez Valls com a vicari general de Menorca.
Posteriorment, l'any 2015 havent pres possessió Salvador Giménez Valls com a Bisbe de Lleida, va ser triat pel Col·legi de Consultors com a Administrador Diocesà de la Diòcesi, fins que es va produir la presa de possessió del nou bisbe a Menorca, el 7 de gener de 2017, quan esdevé bisbe Francesc Simón Conesa Ferrer, ex vicari general de la Diòcesi d'Oriola-Alacant.

## Episcopat
El 14 de febrer de 2023 va ser nomenat bisbe de la Diòcesi de Menorca. Va rebre l'ordenació com a bisbe el 22 d'abril, de mans del nunci apostòlic Bernardito Auza.